# Epitaph für Friedrich Kaspar von Bibra

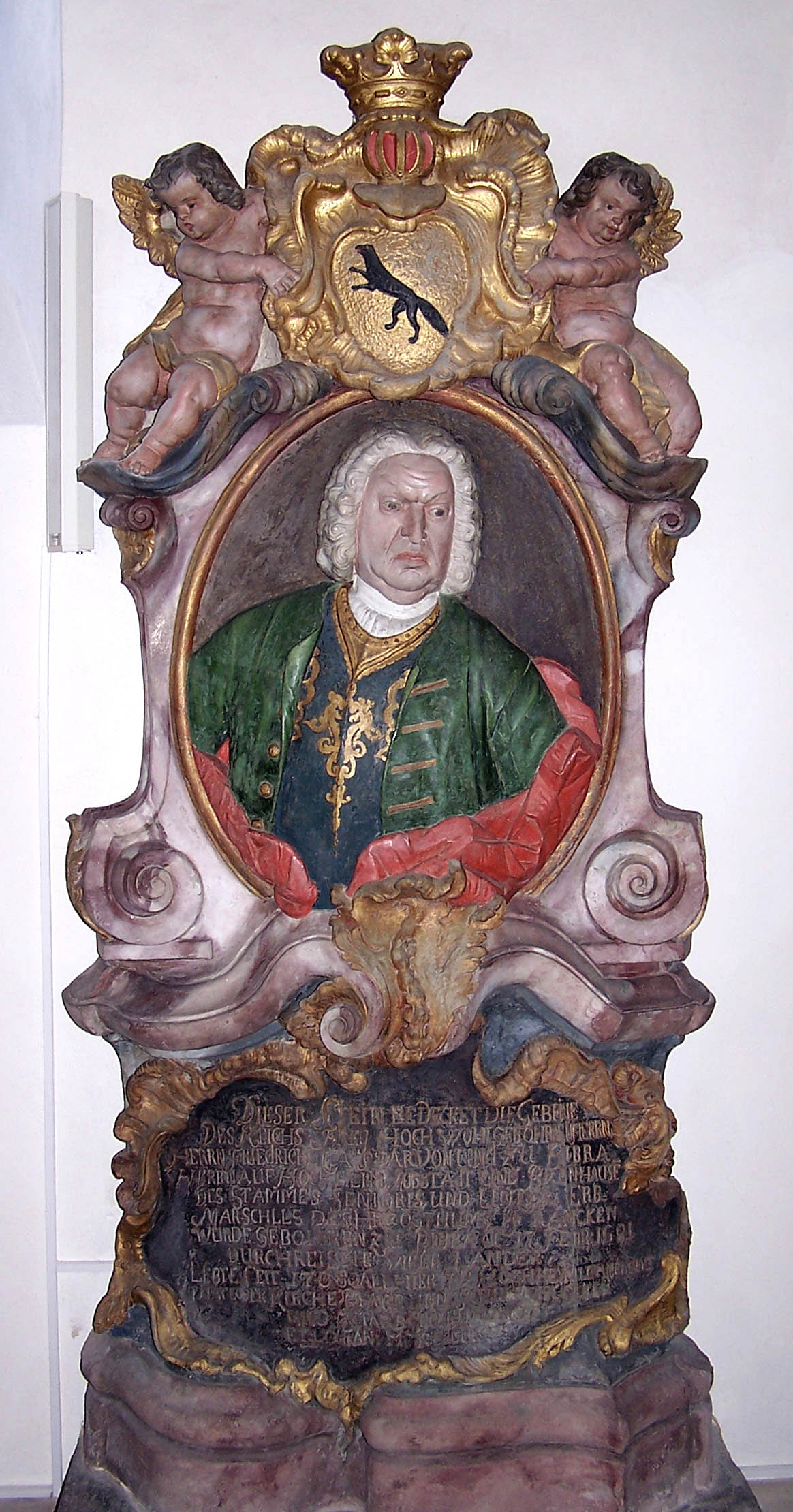
Epitaph für Friedrich Kaspar von Bibra

Das Epitaph für Friedrich Kaspar von Bibra befindet sich in der Evangelischen Kirche in Höchheim, einer Gemeinde im unterfränkischen Landkreis Rhön-Grabfeld in Bayern. Das Epitaph ist ein Teil der als Baudenkmal geschützten Kirchenausstattung.

## Beschreibung
Das Epitaph für Friedrich Kaspar von Bibra (1681–1750), Herr auf Höchheim, Aubstadt and Brennhausen, Erbuntermarschall von Würzburg, zeigt das Brustbild des Verstorbenen. Darüber halten zwei Engel sein Wappen. Friedrich Kaspar von Bibra wird mit Perücke, Halskrause und einer grün-blauen Oberbekleidung dargestellt. Im unteren Bereich würdigt eine Schrifttafel das Leben des Verstorbenen.